# Ma’ale Szomeron
Ma’ale Szomeron (hebr.: מעלה שומרון) – wieś położona w samorządzie regionu Szomeron, w Dystrykcie Judei i Samarii, w Izraelu.
Leży w zachodniej części Samarii, w otoczeniu terytoriów Autonomii Palestyńskiej.

## Historia
Osada została założona w 1980.

## Komunikacja
Na północ od wioski przebiega droga ekspresowa nr 55  (Kefar Sawa-Nablus).